# SPICE (irányított bomba)
A SPICE  ("Smart, Precise Impact, Cost-Effective") egy irányított bombacsalád, amelyet az izraeli RAFAEL vállalat fejleszt és gyárt. A három különböző méretben készülő bombatípus elektrooptikai rávezetést alkalmaz, amely a GPS rávezetésű rendszerekkel szemben nem zavarható, viszont valamelyest függ az időjárási viszonyoktól. A SPICE bombák statikus és mozgó célok ellen egyaránt alkalmazhatóak és változattól függően 60-150 km távolságban lévő célok ellen is bevethetőek.

## Kialakítása és jellemzői
A SPICE 1000 és SPICE 2000 egy a NATO-ban szabványos 1000 fontos Mk 83  illetve 2000 fontos Mk 84 típusú bombákra illeszthető irányító készlet, amely a szabadesésű bombákat irányított precíziós fegyverré változtatja. A kisebb SPICE 250 típusú bombák estén egy egységes bombatestbe került a vezérlés és a harci rész, ezek nem választhatóak szét.
A SPICE típusú siklóbombák működése a következő: a bombát hordozó repülőgép megközelíti a célpontot. A bomba orrában lévő CCD és IIR (infravörös) kamera közvetíti a cél képét a pilóta számára, aki ez alapján kijelöli a támadni kívánt célpontot. Arra is van lehetőség, hogy egy korábban felderített célpont képét rögzítik bomba irányító rendszerében a cél koordinátáival együtt. A kioldás után a bomba siklórepülésben közelíti meg a célpontot folyamatosan követve azt a kamerájával a becsapódásig. A  korábban felderített, indításkor még nem látható célpont esetén saját navigációs rendszerét használva (GPS/INS) siklik az előre betáplált koordináták felé. A bomba fedélzeti számítógépe folyamatosan összehasonlítja a betáplált képet az általa látott képpel és az így felismert célpontra vezeti rá magát. A bomba folyamatos adatkapcsolatot tart fenn az indító repülőgéppel: közvetítve az általa látott képet, így az indítás után is lehetőség van beavatkozni, új célt kiválasztani vagy manuálisan vezérelni a bombát. 

## Típusváltozatok

#### SPICE 2000
2000 fontos vagyis 907 kilogrammos  Mk 84 típusú bombákra illeszthető irányító készlet, amely 60 km-re lévő célok támadását teszi lehetővé. Pontossága: 3 m (CEP), vagyis a bombák fele 3 méteren belül csapódik be.

#### SPICE 1000
1000 fontos vagyis 450 kilogrammos  Mk 83 típusú bombákra illeszthető irányító készlet, amely legfeljebb 125 km-re lévő célok támadását teszi lehetővé. Pontossága: 3 m (CEP), vagyis a bombák fele 3 méteren belül csapódik be.

#### SPICE 250
A bomba család legkisebb és legújabb tagja, amelyből egyetlen felfüggesztőponton akár 4 darabot is hordozhat egy repülőgép. A bomba legnagyobb hatótávolsága 100 km, vagyis az indító repülő gép jó eséllyel kívül maradhat az ellenséges légvédelem hatósugarán. A SPICE 250 tömege mintegy 125 kg, amelyből 75 kg-ot tesz ki a harci rész. A gyújtó indítás előtt beállítható, hogy a célba csapódva vagy a cél közelében robbanjon. Pontossága: 1-3 m (CEP), vagyis a bombák fele 1-3 méteren belül csapódik be. 

#### SPICE 250 ER
A SPICE 250 ER a megnövelt hatósugarú változata a SPICE 250-nek, amelyet egy kisméretű sugárhatóművel is felszereltek. Az ER változat  akár 150 km-re lévő célokat is támadhat. A többi jellemzője megegyezik az alapváltozatéval.

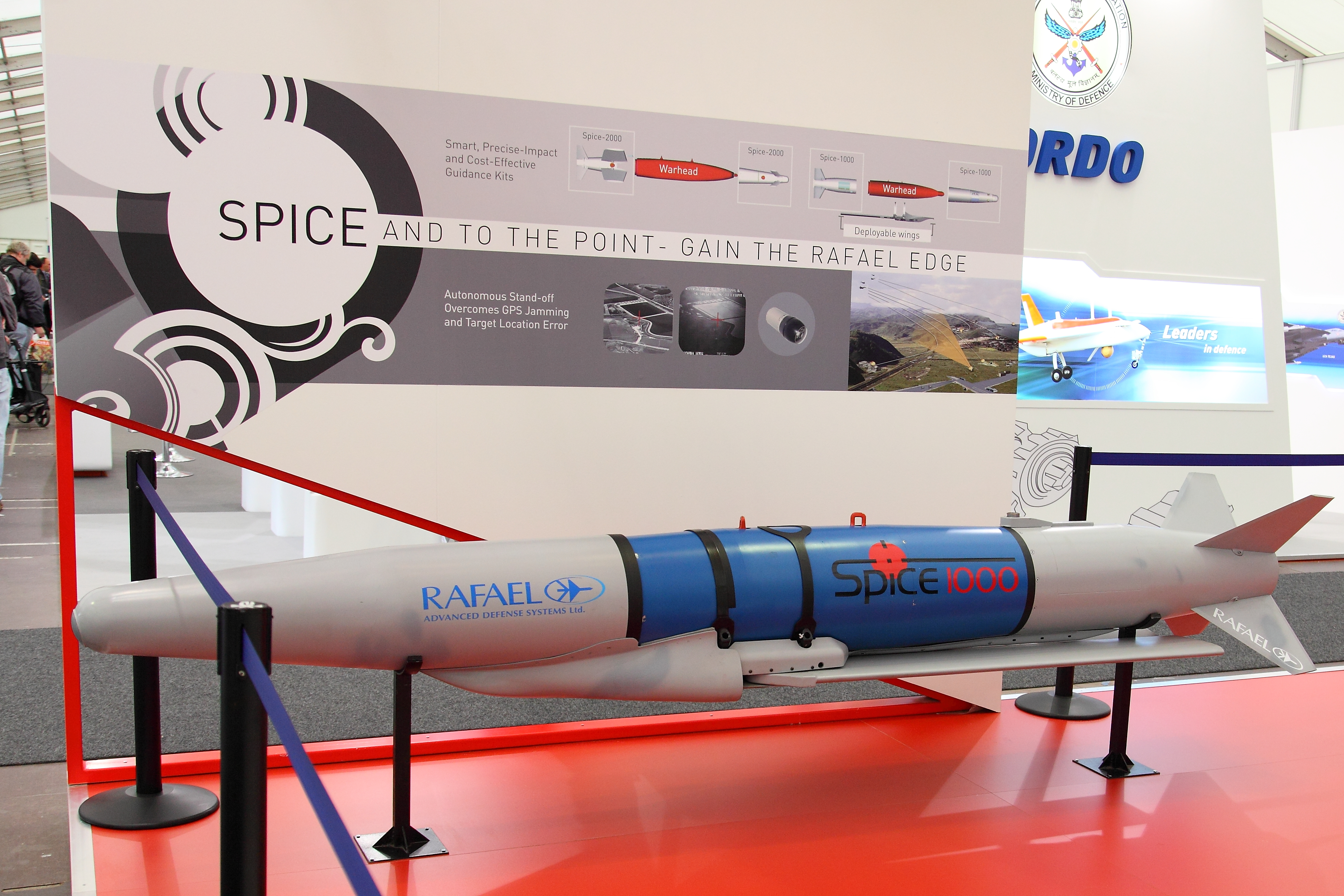
SPICE 1000 bomba egy kiállítson
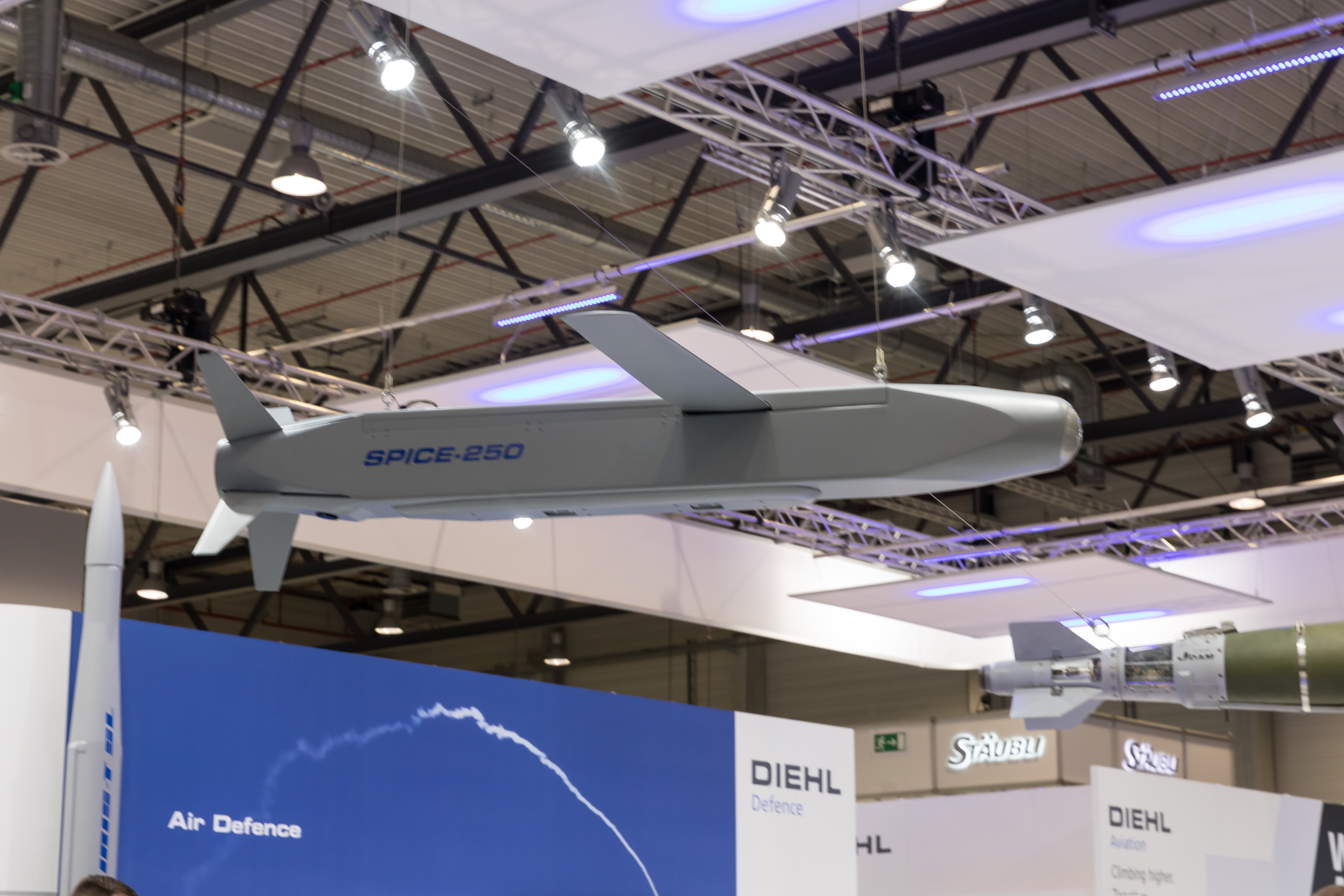
SPICE 250 bomba makettje nyitott szárnyakkal
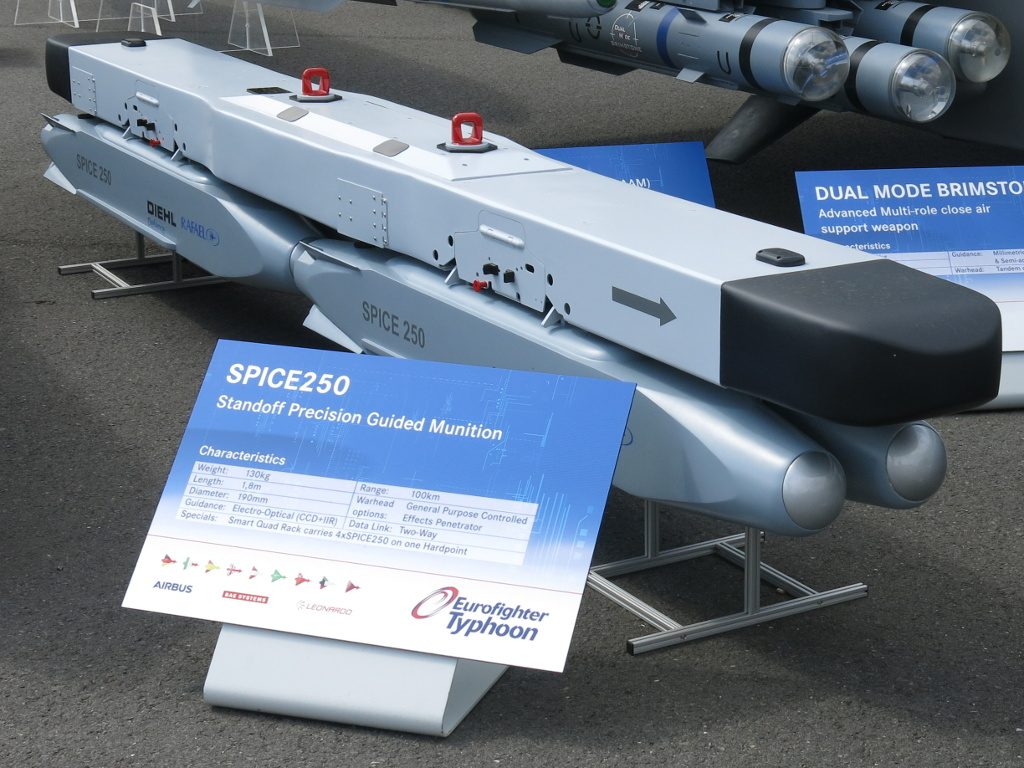
A négyes indító SPICE 250-esekhez

## Éles bevetések, harci tapasztalatok
A SPICE 2000 bombák éles bevetésre kerültek az Indiai Légierő Mirage 2000 repülőgépi által, amikor 1999-ben terrorista bázisokat támadtak Pakisztán területén belül.

## Alkalmazók
Görögország (F-16 repülőgépekre lett beszerezve SPICE 2000 és 1000 típusok)
 Brazília (Gripen E és F repülőgépekre lett beszerezve SPICE 1000 és 250 típusok)
 India (Mirage 2000 repülőgépekre lett beszerezve SPICE 2000 bombák, amelyek egy része 2019-ben Pakisztán ellen bevetésre került)
 Izrael (F-16 és F-15 repülőgépekre lett rendszeresítve a SPICE bombacsalád meg nem határozott változatai)
 Kolumbia (Kfir repülőgépekre lett rendszeresítve a SPICE bombacsalád meg nem határozott változatai)

## Hasonló siklóbombák
- GBU–53/B Stormbreker
- MBDA SmartGlider